# Eleições nos Estados Unidos em 2008
Em 4 de novembro de 2008 os Estados Unidos organizaram uma eleição geral. O resultado foi uma vitória significativa do Partido Democrata a nível nacional, uma vez que aumentou as maiorias nas duas casas do Congresso e ganhou a Presidência.

## Governadores
- Carolina do Sul
- Dakota do Norte
- Indiana
- Missouri
- Montana
- Nova Hampshire
- Utah
- Vermont
- Virgínia do Ocidental
- Washington